# Hôtel de la Motte Montgoubert
L'hôtel de la Motte Montgoubert (auparavant maison des Chantres) est une propriété privée du 4e arrondissement de Paris, déclarée monument historique en 1996. Il est un vestige important du cloître de Notre-Dame de Paris, habité dans le passé par des Chantres, d'où son ancien nom de maison des Chantres. Devenu une propriété privée à la fin du XVIIIe siècle, l'hôtel est restauré au cours du XXe siècle dans le style néogothique tardif.
Il est accessible à plusieurs adresses : 12 rue Chanoinesse ; 2, 4, 6 rue des Chantres et 1, 3 rue des Ursins. 